# Basilica dell'Immacolata Concezione (Lourdes)
La basilica dell'Immacolata Concezione è una chiesa di Lourdes, elevata a basilica minore, situata all'interno del santuario di Nostra Signora di Lourdes.

## Storia e descrizione
A seguito delle apparizioni della vergine Maria a Bernadette Soubirous, si decise di costruire una chiesa in grado di accogliere i numerosi fedeli che accorrevano a Lourdes: il luogo prescelto fu proprio sopra la grotta di Massabielle dove erano avvenute le apparizioni. I lavori di costruzione iniziarono nel 1866, seguendo il disegno dell'architetto parigino Hippolyte Durand e terminarono nel 1871: la consacrazione avverrà nel 1876.

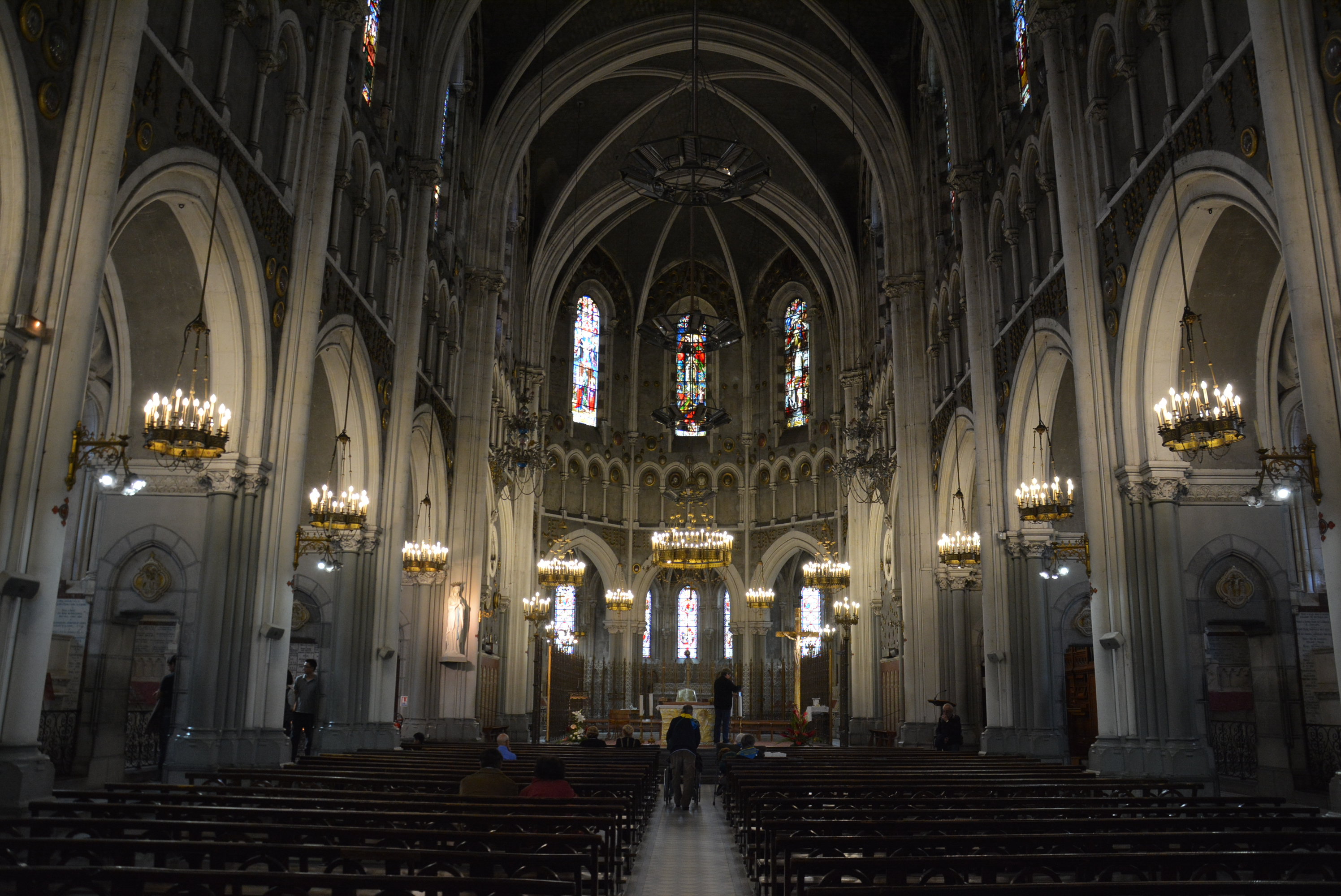
L'interno

Alla chiesa si accede tramite due scalinate, sotto le quali è posto l'ingresso alla cripta, che si congiungono sul sagrato, dal quale si gode della veduta sull'esplanade; la facciata principale si presenta, così come tutto il resto dell'edificio, in stile neogotico: il portale d'ingresso è sormontato da un mosaico che raffigura la proclamazione del dogma dell'Immacolata Concezione da parte di papa Pio IX nel 1854, mentre in entrambi i lati si apre una trifora; la facciata si completa con una torre alta circa settanta metri, che termina a cuspide, utilizzata anche come campanile, con all'interno quattro campane che hanno un peso variabile dagli ottocento ai duemila chilogrammi; due torri più piccole, completate nel 1908, sono poste dinanzi l'ingresso della basilica, su entrambi i lati. L'interno misura cinquantacinque metri di lunghezza e ventidue di larghezza ed ha una capienza di circa settecento posti: è divisa in tre navate, una centrale più larga e due laterali, più piccole, all'interno delle quali si aprono diverse cappelle; lungo le pareti laterali della navata centrale, dopo una serie di colonne disposte a trifore, e muri ricoperti con ex voto e stendardi di pellegrinaggi, si aprono delle finestre ad arco a sesto acuto, decorate con vetrate raffiguranti la vita di Maria. Di fattura semplice è l'altare maggiore, diviso da una cancellata in ferro battuto dal coro retrostante.
Sulla cantoria in controfacciata, entro un'artistica cassa lignea neogotica, si trova l'organo a canne della basilica, costruito da Aristide Cavaillé-Coll nel 1875: lo strumento, a trasmissione integralmente meccanica, ha 25 registri su due manuali e pedale. Un secondo strumento, costruito nel 1872 anch'esso da Cavaillé-Coll, è situato a pavimento nell'ultima cappella laterale di destra della navata.